# Грегорян, Вардан
Вардан Грегорян (арм. Վարդան Գրեգորյան, англ. Vartan Gregorian; 8 апреля 1934 — 15 апреля 2021, Нью-Йорк) — выдающийся американский историк и гуманитарий, педагог, профессор, доктор философии, филантроп, названный «отцом современной филантропии», президент фонда Корпорации Карнеги в Нью-Йорке (1997—2021), названый газетой Washington Post «гражданским лидером-преобразователем», соучредитель гуманитарной инициативы «Аврора», президент Нью-Йоркской публичной библиотеки (1981—1989), названый газетой New York Times «возродителем библиотеки», проректор Пенсильванского университета, президент Брауновского университета (1989—1997).

## Биография

### Происхождение
Родился 8 апреля 1934 года в армянской семье в Тебризе, Иран.
Он посещал начальную школу в Тебризе и провёл много часов в армянской библиотеке — месте, где он развил свою глубокую любовь к чтению. Он получил среднее образование в Армянском колледже в Бейруте, Ливан, преодолев множество препятствий, в том числе сильное сопротивление своего отца, который не хотел, чтобы он покинул Иран. В Бейруте Грегорян добавил к своему знанию 5 языков, армянскому, персидскому, русскому, турецкому и арабскому, ещё и французский, английский.

### Образование
В 1956 году Грегорян переехал в Калифорнию, чтобы поступить в Стэнфордский университет. По настоянию своего научного руководителя он специализировался на истории и гуманитарных науках. Окончил университет с отличием.
В 1964 году ему была присуждена степень доктора философии в Стэнфорде.
Темой докторской диссертации Грегоряна был «традиционализм и модернизм в Афганистане». Хотя он ожидал вернуться в Бейрут, чтобы преподавать в средней школе, он получил стипендию Фонда Форда по обучению развития зарубежных территорий, которая изменила карьерные планы Грегоряна, обеспечив его исследовательскую поездку в Афганистан. Это исследование также легло в основу его первой книги «Появление современного Афганистана: политика реформ и модернизации, 1880–1946». Для многих учёных эта книга сегодня так же уникальна, как и тогда, когда она была впервые опубликована. Это единственная обширная работа по истории Афганистана, в которой определяющим фактором, влияющим на ход истории страны, считается этническая принадлежность, а не религия.

### Педагогическая карьера
Грегорян сделал выдающуюся педагогическую карьеру: он преподавал историю Европы и Ближнего Востока в Государственном университете Сан-Франциско, Калифорнийском университете в Лос-Анджелесе, Техасском университете в Остине.
В 1968 году он стал одним из 10 преподавателей в стране, награжденных премией Э.Х. Харбисона за выдающиеся преподавательские способности в размере 10 тыс. долларов от Фонда Дэнфорта, что в сочетании с публикацией книги привело к его принятию на работу в Техасский университет. Там Грегорян также занял свою первую административную должность в качестве директора специальных программ Колледжа искусств и наук.
В 1972 году Грегорян перешёл на факультет Пенсильванского университета, чтобы стать профессором истории. Он был назначен деканом-основателем факультета Искусств и наук в 1974 году, где он решил важную задачу консолидации пяти автономных организационных единиц университета с их отдельными требованиями и целями к административной степени в единое интеллектуальное ядро университета. Четыре года спустя он стал двадцать третьим ректором университета, ответственным за руководство его общей образовательной миссией и занимал эту должность до 1981 года.
Именно во время своего пребывания в Пенсильванском университете Грегорян подал заявку на получение гражданства США.
В 1989 году Грегорян стал президентом Университета Брауна. Он возглавил учреждение, находящееся в тяжелом финансовом положении, но был готов принять эту задачу. Он провёл успешную кампанию по привлечению капитала, которая удвоила пожертвования университета, собрав более 500 млн. долларов, и привлекла 275 новых преподавателей, в том числе 72 новых профессора. Грегорян оставил после себя процветающий кампус и академическое сообщество.

## Карьера

### В Нью-Йоркской публичной библиотеки
С 1981 по 1989 годы поступил на должностью президента и главного исполнительного директора Нью-Йоркской публичной библиотеки, которая сделала его широко известным в Нью-Йорке и в стране в целом. Учреждение с сетью из 4 научных и 83 циркулирующих библиотек, обслуживающих все слои общества, с его главным филиалом на Пятой авеню и 42-й улице, широко известном как «Народный дворец», было городским достоянием, а также национально значимым учреждением.
Грегорян гордился тем, что был первым главой библиотеки, родившимся не в США. Когда он вступил в должность президента, учреждение находилось в кризисе: его финансирование иссякло, главное здание находилось в тяжелом состоянии, а часы его работы были сокращены. Грегорян обратился к политическим и филантропическим сообществам города, чтобы предоставить модель того, как можно возродить великую учреждение. Грегорян собрал 327 млн. долларов в рамках государственно-частного партнерства, что позволило библиотеке снова стать интеллектуальным, научным и культурным хранилищем для нации.

### В корпорации Карнеги в Нью-Йорке
Грегорян стал двенадцатым президентом Корпорации Карнеги в Нью-Йорке. Во время своего пребывания в должности, с 1997 года до самой смерти, он отстаивал интересы образования, иммиграции, международного мира и безопасности — ключевые проблемы, заложенные основателем фонда Эндрю Карнеги.
Грегорян, возглавлявший другие некоммерческие организации, был не новичком в американской филантропии. Тем не менее, он часто отмечал, что годы, проведенные им на посту руководителя Корпорации Карнеги, значительно расширили его взгляды на влияние и важность филантропии, практикуемой такими учреждениями, как фонды, а также частными лицами, богатыми и бедными, отмечая, что «социальные выгоды от благотворительности безмерны».
Он считал фонды распорядителями общественного доверия и подчеркивал необходимость того, чтобы благотворительные организации были прозрачными или имели «стеклянные карманы». Под его руководством грантовый фонд продолжил свою миссию по решению современных проблем с помощью передовых стратегий, основанных на глубоких и научных знаниях.
Придя в Корпорацию, Грегорян провёл углубленный анализ масштабов и эффективности её предоставления грантов, что привело к новому акценту на работе с партнерскими фондами и большему вниманию к оценке и распространению программной работы. Десять лет спустя процесс проверки был повторён, в результате чего были поставлены дополнительные цели: заострить внимание на выдаче грантов и укрепить силу Корпорации как инкубатора инновационных идей и преобразующих научных исследований.
Влияние Грегоряна можно было проследить во всей программной работе Корпорации, как на национальном, так и на международном уровне. Например, в начале его пребывания в должности фонд приступил к осуществлению амбициозной программы по укреплению высшего образования в бывшем СССР, сосредоточив внимание на гуманитарных и социальных науках — областях, которые будут иметь важное значение для происходящих социальных преобразований, омолаживая науку в новых независимых странах, создавая университетские центры для междисциплинарных региональных исследований, построения сетей и содействия научной коммуникации.
Целью было не что иное, как возрождение посткоммунистической российской университетской системы как основы социального и интеллектуального будущего страны. Намерение заключалось не только в том, чтобы принести пользу зарождающейся демократии в России, но и в том, чтобы помочь укрепить стабильность в регионе, что пошло бы на пользу международному миру.
Состояние американского образования также было его приоритетом. В начале правления Грегоряна выдача грантов Корпорацией внутри страны включала новые инициативы, направленные на улучшение педагогического образования, повышение грамотности подростков и решение наиболее серьезных проблем, стоящих перед крупными городскими средними школами. Когда стало ясно, что США теряют своё конкурентное преимущество из-за недостаточной подготовки студентов в областях науки, технологий, инженерии и математики, Корпорация Карнеги объединилась с Институтом перспективных исследований, чтобы создать комиссию, в состав которой вошли некоторые из самых выдающихся математиков, учёных, преподавателей, бизнес-лидеров и государственных деятелей страны, чтобы определить наилучшие способы повышения способности школ и университетов разрабатывать инновационные стратегии во всех областях, которые расширят доступ к высококачественному образованию для каждого учащегося.
В ответ на тенденции демократизации и реформ во всё большем числе африканских стран, Грегорян заключил партнерство Корпорации Карнеги в Нью-Йорке с фондами Форда, Джона Д. и Кэтрин Т. Макартуров, Рокфеллера, Хьюлетта, Паккарда и Кресджа, чтобы сформировать то, что стало известно, как Партнерство высшего образования в Африке (Partnership for Higher Education in Africa). Фонды считали, что будущее Африки зависит от развития её интеллектуального капитала посредством сильных систем высшего образования, а не только от развития базового образования. В общей сложности гранты PHEA девяти странам составили 440 млн. долларов за 10 лет, улучшив условия для 4,1 млн. африканских студентов, обучающихся в 379 университетах и колледжах.

## Смерть
Вардан Грегорян умер 15 апреля 2021 в Нью-Йорке. Среди множества известных людей, организаций и СМИ, выразившие соболезнования, был и президент Армен Саркисян.

## Достижения
- Уже к 2007 году, по данным Financial Times, Грегорян получил «60 почётных степеней, 39 наград, 6 международных наград, 14 гражданских наград и 16 престижных медалей»[21].
- В 2004 году президент Джордж Буш наградил Грегоряна Президентской медалью свободы — высшей гражданской наградой страны. В 1998 году президент Клинтон наградил Грегоряна Национальной медалью в области гуманитарных наук, а президент Обама назначил его членом президентской комиссии по стипендиям Белого дома в 2009 году[22]. Грегорян получил награду Совета по фондам за выдающиеся заслуги, премию Генри Крауна за лидерство Института Аспена и премию Африки.
- Также Грегорян был награждён премией Американского института за лидерство в благотворительной деятельности в сфере высшего образования, почётной медалью острова Эллис (1986)[23], премией Американской академии и Института искусств и литературы за выдающиеся заслуги перед искусством.
- Кавалер ордена Почётного легиона (2017, Франция)[24]
- Офицер ордена искусств и литературы (1995, Франция)[25]
- Великий офицер ордена Инфанта дона Энрике (1995, Португалия)[25]
- Орден Почёта (17 мая 2017, Армения) — по случаю Дня Республики, за значительный вклад в укрепление связей Родина-диаспора[26]
- Медаль Мхитара Гоша (20 апреля 2012, Армения) — за большой вклад в укрепление связей Родина-Диаспора и многолетнюю проармянскую деятельность[27]
- Кроме того, Грегорян был награжден правительствами Франции, Италии, Австрии и Португалии, получил множество почётных степеней и был отмечен бесчисленными культурными и профессиональными ассоциациями.
- Грегорян также входил в состав многих советов: Национального мемориала и музея 11 сентября, Американской академии в Берлине[англ.], Фонда Дж. Пола Гетти, Университета Ага Хана[англ.], Катарского фонда, компаний McGraw-Hill, Университета Брандейса, Human Rights Watch, Музея современного искусства, Александрийской библиотеки, Фонд Билла и Мелинды Гейтс и другие. В 2015 году Грегорян стал соучредителем Гуманитарной инициативы «Аврора», которая была создана от имени переживших геноцид армян и направлена на решение некоторых из наиболее острых мировых проблем[5].